# Lochlyn Munro
Lochlyn Munro, właśc. Richard Laughlain Munro (ur. 12 lutego 1966 w Lac la Hache) – kanadyjski aktor filmowy i telewizyjny.

## Kariera
Zdobył złoty medal na nartach wodnych podczas Letnich Igrzysk Kolumbii Brytyjskiej. Karierę aktorską rozpoczął po poważnej kontuzji sportowej z Seattle Thunderbirds, która zakończyła marzenie o profesjonalnym hokeju. Jako utalentowany muzyk Lochlyn skupił się na sztukach scenicznych. Grając muzykę w różnych klubach w Vancouver, w Kolumbii Brytyjskiej. Studiował dramat i komedię improwizacyjną z wieloma czołowymi profesjonalistami w branży, w tym zmarłą Susan Strasberg.
Po licznych gościnnych rolach w amerykańskich serialach i filmach telewizyjnych, w tym Fox 21 Jump Street (1987–1990) z udziałem Johnny’ego Deppa czy CBS Cwaniak (Wiseguy, 1987) z Kenem Wahlem, dostał rolę w antywesternie Clinta Eastwooda Bez przebaczenia (1992). Zagrał w spektaklu Sen nocy letniej w kalifornijskim Pacific Repertory Theatre.

## Filmy
- 1992: Bez przebaczenia (Unforgiven) jako Texas Slim
- 1998: Odlotowy duet (A Night at the Roxbury) jako Craig
- 1998: Trup w akademiku (Dead Man on Campus) jako Clifford „Cliff” O’Malley
- 2000: Straszny film (Scary Movie) jako Greg
- 2000: Dracula 2000 jako Eddie
- 2001: Kamuflaż (Camouflage) jako Marty Mackenzie
- 2001: Kevin, władca Północy (Kevin of the North) jako Ned Parker
- 2002: Globalna herezja (Global Heresy) jako Dave
- 2003: Męska rzecz (A Guy Thing) jako Ray Donovan
- 2003: Freddy kontra Jason (Freddy vs. Jason) jako agent Scott Stubbs
- 2004: Agenci bardzo specjalni (White Chicks) jako agent Jake Harper
- 2005: Dirty Love jako Kevin
- 2006: Grzanie ławy (The Benchwarmers) jako gospodarz przebudowanego domu
- 2006: Mały (Little Man) jako Greg
- 2006: Wesołych świąt (Deck the Halls) jako Ted
- 2007: Małolaty na obozie (Daddy Day Camp) jako Lance Warner
- 2008: Zagadki Sfinksa (Riddles of the Sphinx) jako Robert Parr
- 2008: Na samo dno (Loaded) jako Clive
- 2008: Zasady walki II – Zdrada (The Art of War II: Betrayal) jako Garret
- 2009: Bez wyjścia (Nowhere to Hide) jako detektyw Jack Irons
- 2009: Gwiezdny zaprzęg (Space Buddies) jako Slats Bentley
- 2009: (Nie) Tylko taniec (Dance Flick) jako trener Effron
- 2010: Urok kłamstwa (TV) jako Jonathan Lawson
- 2011: Dungeon Siege: W imię króla 2 jako Król / Raven
- 2012: Reguła milczenia (The Company You Keep) jako agent FBI Munro
- 2013: Ciche układy (Secret Liaison, TV) jako Mark Carey
- 2013: Hansel & Gretel Get Baked jako oficer Ritter
- 2014: Iskry miłości (When Sparks Fly, TV) jako Phil
- 2015: Kwestia honoru (Badge of Honor) jako David Miles
- 2015: Kraina jutra (Tomorrowland) jako Tony Newton
- 2018: Predator (The Predator) jako porucznik generał Marks

### Seriale TV
- 1989: Niebezpieczna zatoka (Danger Bay) jako David Fulman
- 1992: Bar widmo (Nightmare Cafe) jako Ralston
- 1994: Nieśmiertelny jako Tim
- 1994: Cobra jako Clifton Campbell
- 1994: Sokole Oko jako McKinney
- 1995: Dziwny traf (Strange Luck) jako Dirk Moody
- 1996: Sliders jako Billy Kid
- 1996: Viper jako drugi wynajęty morderca
- 1997: Kochanie, zmniejszyłem dzieciaki jako Paul O’Donnell
- 1998: Mroczne dziedzictwo jako Todd Barnard
- 1999: JAG jako porucznik „X-Man” Buxton
- 1999–2000: Czarodziejki (Charmed) jako Jack Sheridan/Jeff Sheridan
- 2003: Agent przyszłości jako  Lawrence
- 2003: CSI: Kryminalne zagadki Las Vegas jako oficer Hal Watson
- 2004: Detektyw Monk jako Fat Tony Lucarelli
- 2004: Trup jak ja jako Greg
- 2005: Andromeda jako Peter / Drago Museveni
- 2005: Las Vegas jako Kevin „Jinx” Jergeson
- 2005: CSI: Kryminalne zagadki Miami jako Rick Adams
- 2005: Bez śladu jako Lance Hamilton
- 2005: Agenci NCIS jako Kevin Holt
- 2005: Trawka jako Bike Cop
- 2005: CSI: Kryminalne zagadki Nowego Jorku jako Ethan Fallon
- 2006: Tajemnice Smallville jako Orlando Block
- 2010: Mentalista jako Keith Farrow
- 2011: Castle jako Kevin McCann
- 2012: Świry jako Steve Rollins
- 2012: Bez litości jako Mark Simms
- 2012: Transporter jako agent Smith
- 2012: Hawaii Five-0 jako Jim Rogers
- 2012: Tożsamość szpiega jako dr Jed
- 2013: Longmire jako Grant Thayer
- 2013: Zagubiona tożsamość jako Ian
- 2014: Arrow jako kapitan Stein
- 2014: Motyw jako Gary Oliver
- 2015: Skorpion jako detektyw Jim Archer
- 2016: Nie z tego świata jako Ben
- 2016: Partnerki jako Skeet Martin
- 2016: Piękna i Bestia jako Hank Keller
- 2016: Inna jako Ted
- 2016: Kości jako Sal Raymound
- 2016: Chicago Med jako Jack Cooper
- 2016: Lucyfer jako Anthony Polucci (1. sezon)
- 2016: Głos serca jako James Addison
- 2017: Mroczne zagadki Los Angeles jako porucznik Capra
- 2017: Spadajcie, hejterzy! jako Brian Maxwell
- 2017–2019: Riverdale jako Hal Cooper
- 2018: Beyond jako Ken Sheldrake
- 2018: Take Two jako Mitch Rhodes
- 2018: A Million Little Things jako trener
- 2019: Seal Team jako Mike Zell